# Muslera (armadura)

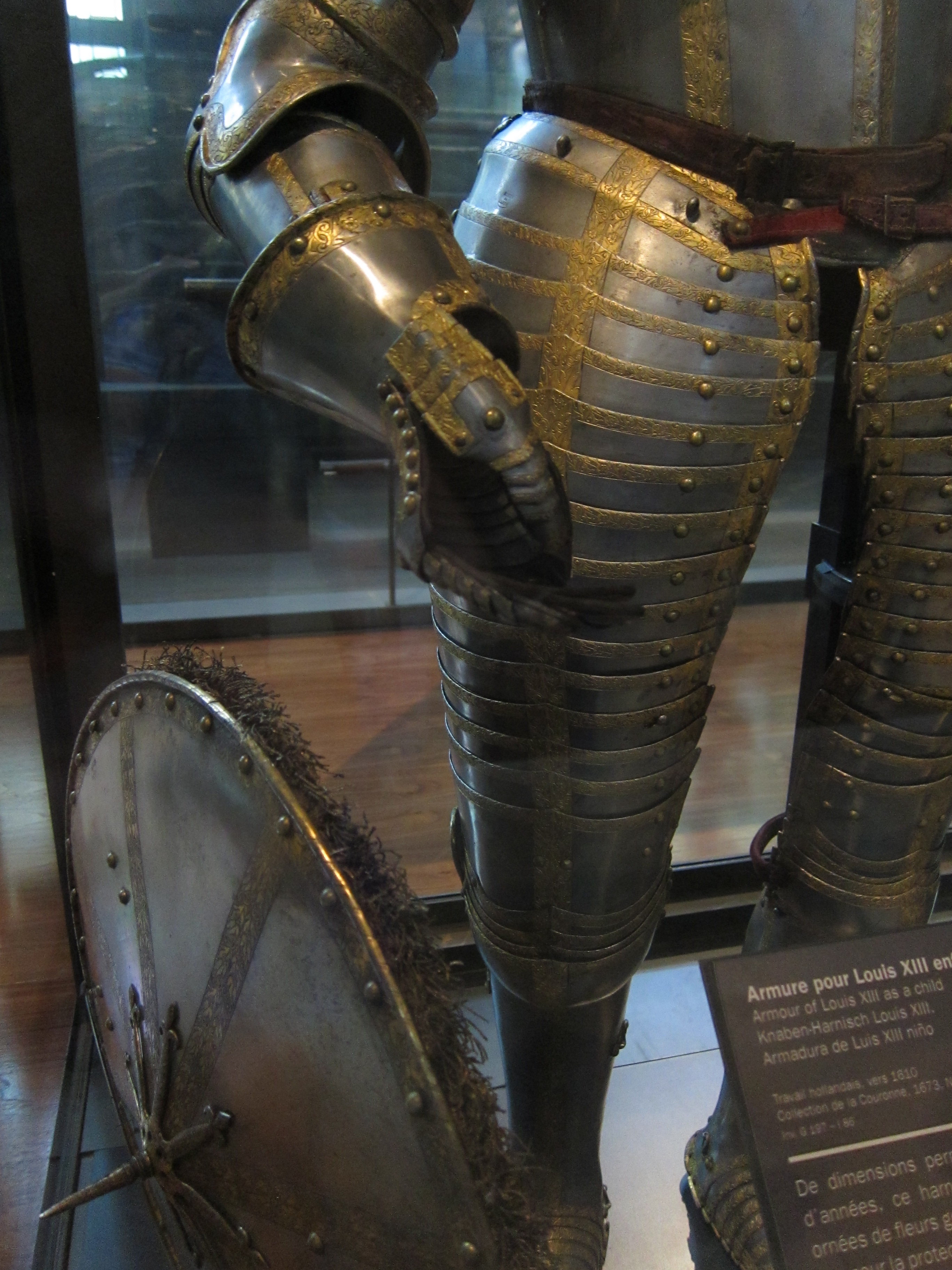
Musleras de la armadura de niño del rey Luis XIII. Museo del ejército, París.

La muslera es la pieza que en las antiguas armaduras de placas de acero cubría el muslo. Se enlazaba con la greba mediante la rodillera.
Un almirante hace observar que no debe confundirse la muslera ni el quijote con la escarcela.

## Diferencia con el quijote
Aunque a veces se utiliza como sinónima de quijote, Martínez del Romero, en su Glosario del Catálogo de la Real Armería, establece una diferencia, llamando quijote al conjunto de piezas que, unidas unas a otras, bajan del peto, es decir, desde su volante hasta la misma rodillera.